# Millerelix peregrina
Millerelix peregrina är en snäckart som först beskrevs av Harald A. Rehder (en) 1932.  Millerelix peregrina ingår i släktet Millerelix, och familjen Polygyridae. Inga underarter finns listade i Catalogue of Life.